# ハウテン
ハウテン（オランダ語: Houten [ˈɦʌutə(n)] ( 音声ファイル)）は、オランダ ユトレヒト州の基礎自治体（ヘメーンテ）。ユトレヒトの南7kmの位置にある住宅都市である。ホーテンと表記されることもある。

## 歴史
ローマ帝国時代の集落が発掘されており、旧市街（Het Oude Dorp）には当時の道路のパターンが現在でも残っている。中世の暗黒時代にはこの地域の中での中心的集落が置かれていたようである。集落は幾つかの地区に分かれていて、現在でもSchonauwen, Wulven, Waijen, Heemstedeといった地区名が残っている。
旧市街には1884年に建てられたカトリック教会や、1563年に建てられたプロテスタント教会がある。教会は9世紀頃に最初に建てられた模様で、現存する最古の部分は11世紀頃のものである。また、16世紀に食堂として造られた建物が、現在でもレストランDe Engelとして使われている。
現代のハウテンは、20世紀の第4四半期の1966年から1993年にかけて形成された。急速に人口が増えつつあったユトレヒトの住宅事情を満たすため、1979年には1万軒の住宅が建設が開始され、それまで4000人ほどであった人口が、1990年代には3万人に急増した。
1995年から2008年にかけて第2期の市街地拡張が行われ、ハウテン南地区に7000軒の住宅が建設された。ハウテン南地区は、それまであったハウテン北地区とほぼ同じ都市計画により建設されたが、ハウテン南地区の東側には大きな池が建設され、中央部には広い緑地が残されたところがハウテン北地区と違っていた。また、ハウテン南地区の一部では自転車専用レーンが作られていない場所もある。

## 交通
道路
高速道路A27が自治体を通過している。
鉄道
オランダ鉄道のハウテン駅には、ユトレヒト中央駅行き各駅停車が1時間に4本、ティール行き各駅停車が1時間に2本、スヘルトーヘンボス経由ブレダ行き各駅停車が1時間に2本停車する。ユトレヒト中央駅までの所要時間は10分である。
トラム
ハウテン駅とハウテン・カステラム駅を結ぶハウテン・トラムは、路線拡張工事のため2008年12月14日に一旦廃止され、現在はバスが両駅間を1時間に4本結んでいる。
水運
ライン川下流のワール川とアムステルダムを結ぶ基幹運河であるアムステルダム・ライン運河が基礎自治体の中央部（ハウテン市街地の南端部）を通過している。また、レク川が基礎自治体の南側の境界となっている。

## その他
- バンホーテン（VAN HOUTEN） - 食品メーカー（ココアで有名）。1815年にアムステルダムで創業した。Houtenは人物名であり、この基礎自治体名とは関連性は無い